# Nousis församling
Nousis församling (finska: Nousiaisten seurakunta) är en av Finlands äldsta församlingar; den omnämndes första gången år 1232. Församlingen ligger i Nousis kommun i landskapet Egentliga Finland. Nousis församling tillhör Nousis prosteri och Åbo ärkestift. Nousis församling har cirka 3 670 medlemmar (2021) och Outi Niiniaho är församlingens kyrkoherde. Verksamheten i församlingen sker i huvudsakligen på finska.
Nousis församling har fungerat som prebende för biskopen i Åbo. Sedan 1340 har församlingen fungerat som Åbo domprostens prebende. Församlingens huvudkyrka är den medeltida S:t Henriks kyrka. 

## Kyrkoherdar
Lista över församlingens kyrkoherdar fram till år 1910:
- Sigfrid (1554)
- Stephanus Henrici (1563–1596)
- Olaus Martini (1596)
- Melchior Eschilli Kennitius (1600–1610)
- Gregorius Henrici (1610–1615)
- Matthias Benedicti Ryökäs (1631–1648)
- Jakob Gadolin (1737–1752)
- Abraham Achrenius (1753–1769)
- Anders Planman (1773–1774)
- Anders Achrenius (1778–1810)
- Josef Hoeckert (1812–1838)
- Karl Benjamin Sevonius (1835–1843)
- Anders Magnus Bäckman (1845–1852)
- Samuel Anders Alm (1853–1856)
- Fredrik Vilhelm Rancken (1859–1879)
- Nils Johan Almark (1881–1887)
- Berndt Gustaf Lindell (1888–1896)
- Johannes Borg (1897–1909)
- Juho Pyhälä (1910–)

## Lokaler
Lista över församlingens lokaler::
- S:t Henriks kyrka
- Nousis församlingshem
- Pastorsexpedition
- Nousis prästgård